# Port du Bono
Le port du Bono se situe sur la commune du Bono (Morbihan). C'est le site d'un embarcadère pour le golfe du Morbihan.

## Localisation
Le Port du Bono est situé au cœur du village du Bono sur  la rivière du Bono dont l'embouchure proche offre un accès à la rivière d'Auray et au golfe du Morbihan.

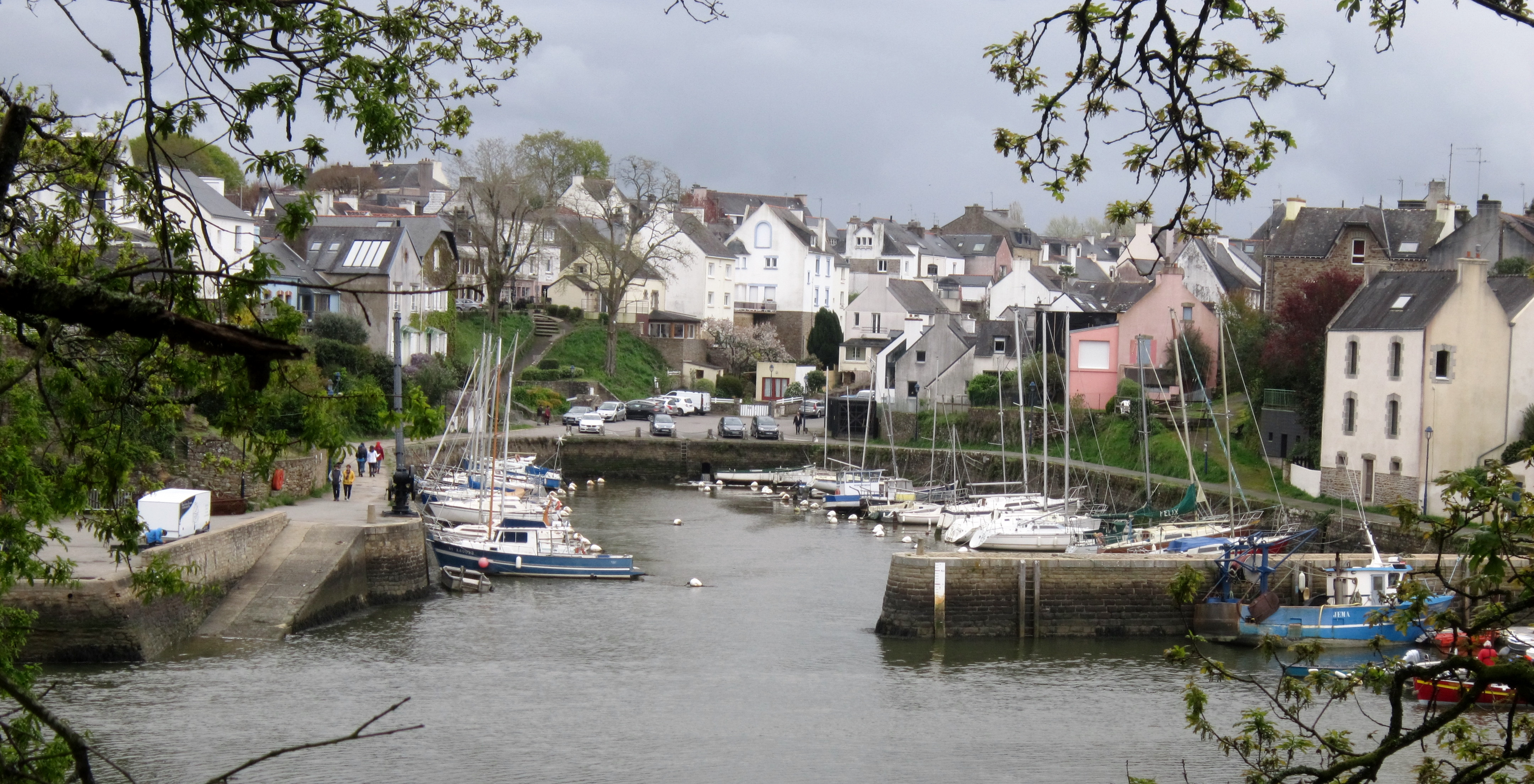
Le port du Bono vu de la rive droite de la Rivière du Bono.
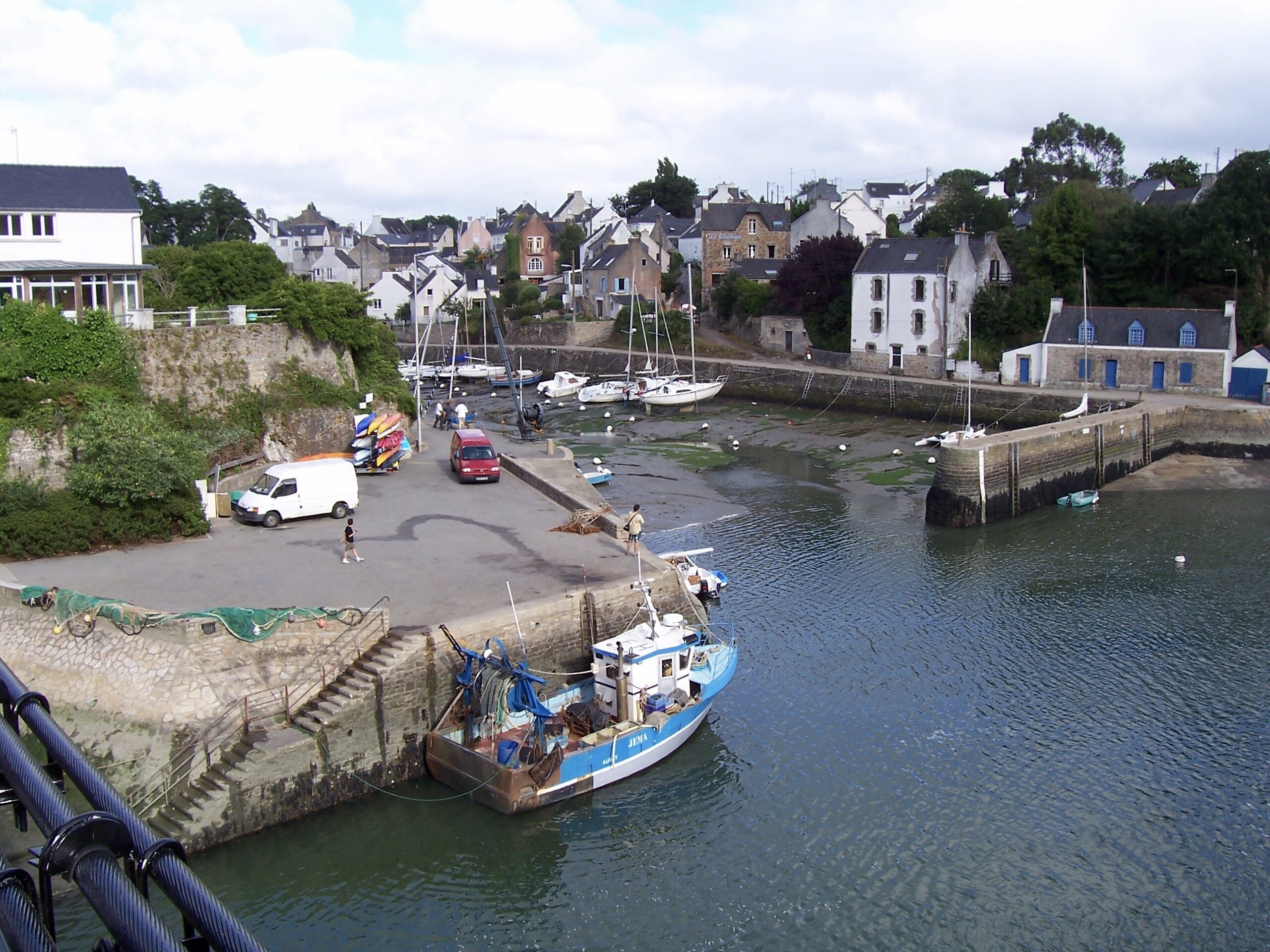
Le port du Bono à marée basse.
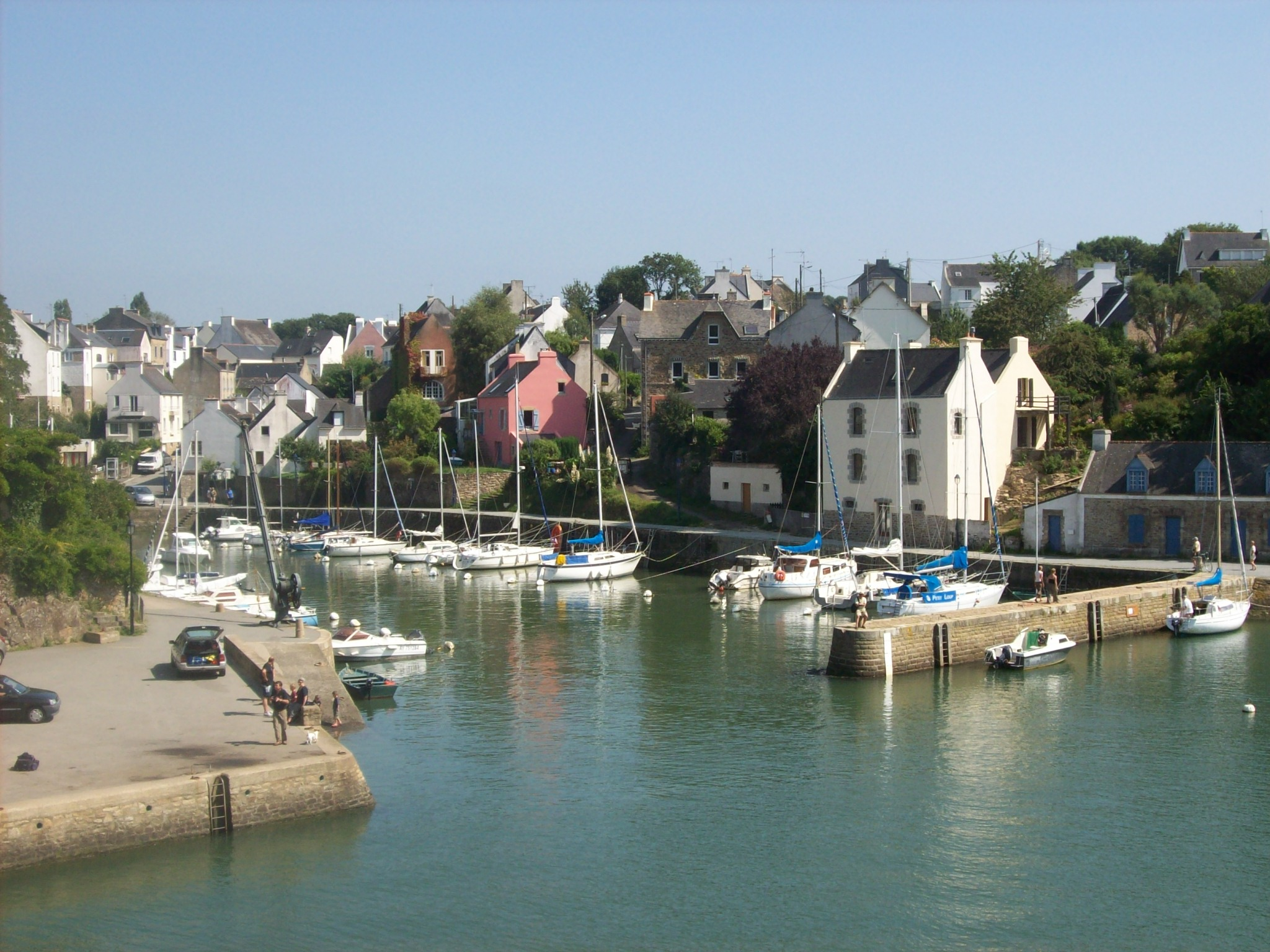
Le port du Bono à marée haute.
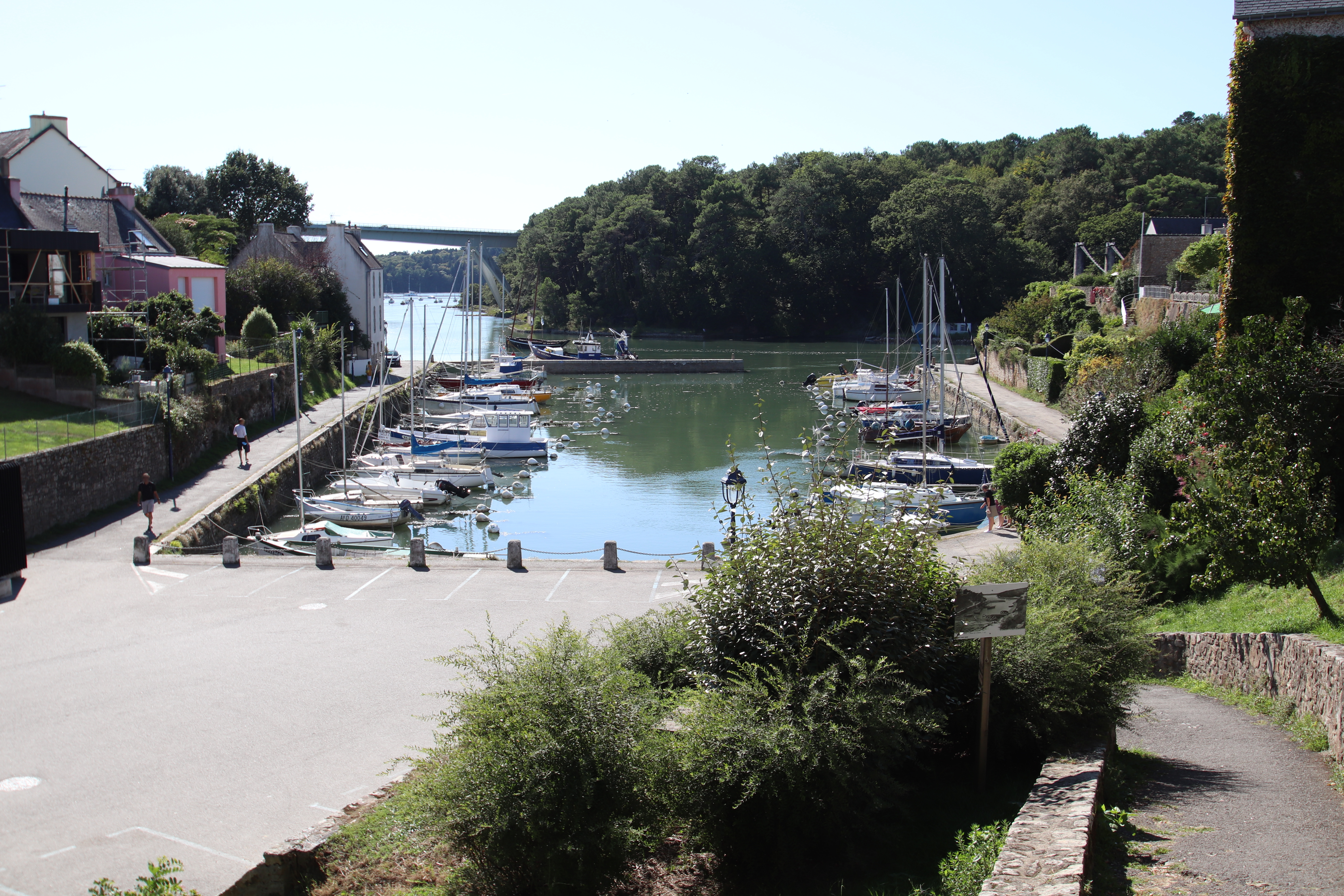
Le port du Bono vu depuis l'amont.
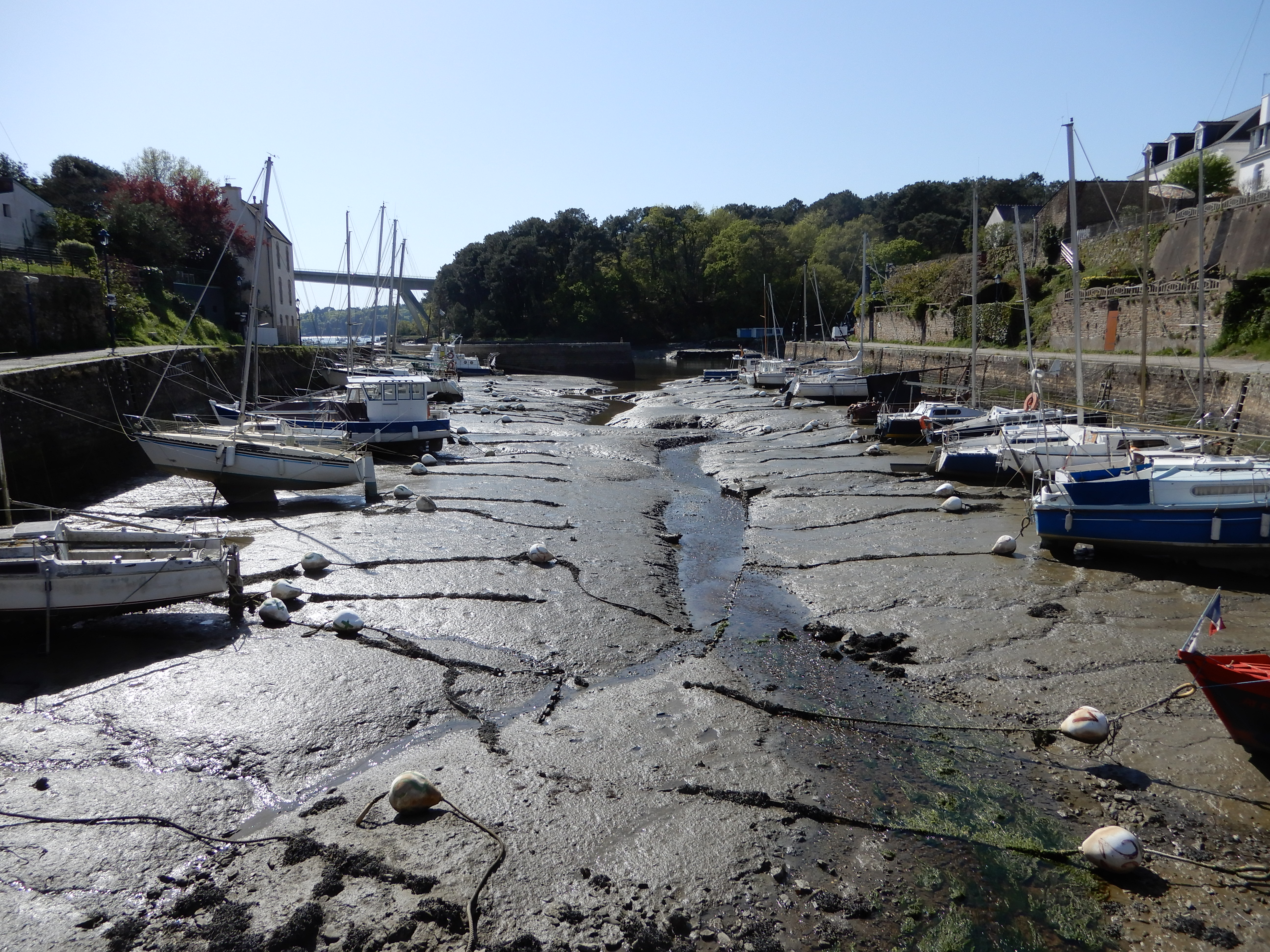
Le Bono - Le port.

## Histoire
La jetée a été construite en 1882. Le terre-plein près du lavoir, a été établi en 1902. Le port du Bono a été construit en 1916. Auparavant, le site était une anse bordée par une chaîne rocheuse. Après un dérochement, l'alignement des quais a dégagé un plan d'eau abrité à l'ouest par une jetée de 30 m. Le port assèche à basse mer. 

## Port de passagers
Le port de passagers est, selon les horaires des marées, une escale des navires assurant la visite du golfe du Morbihan.

## Port de plaisance

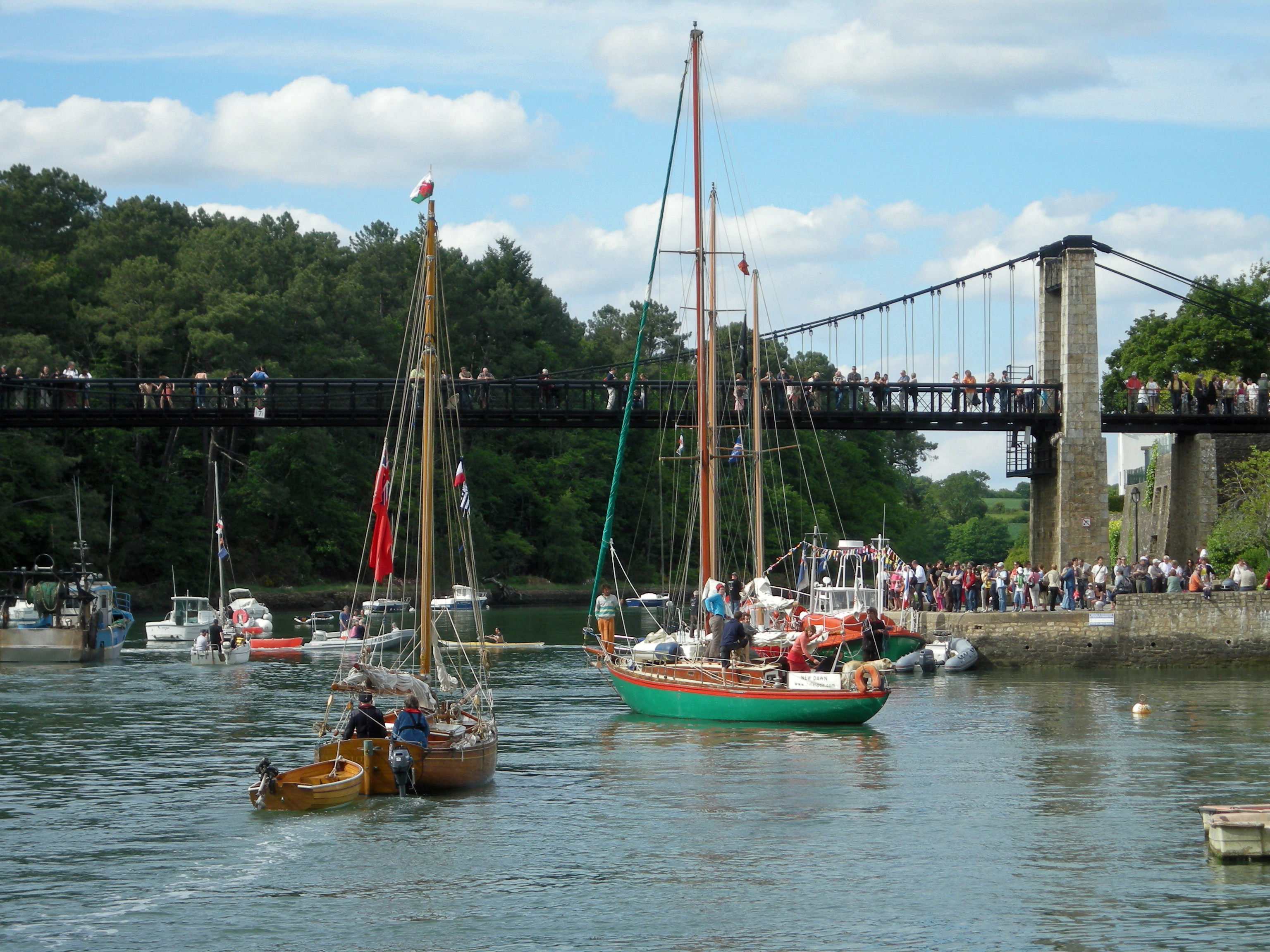
Arrivée au port du Bono

Les fonds du port assèchent à basse mer. Le port de plaisance offre 49 places d'échouage et, sur la rivière, 360 mouillages dont 23 réservés aux bateaux de passage. Un quai a été construit en avant de la cale existante et le creusement de la rivière au droit de l'ouvrage permet qu'il soit en pleine eau.

## Manifestation
Le port est une escale de la semaine du Golfe, manifestation maritime et terrestre qui se déroule tous les deux ans durant la semaine de l’Ascension.